# Operation Crimson
1941

Versenkung der Force Z 
1942

C –
Ironclad 
1944

Diplomat –
Cockpit –
Transom –
Councillor –
Pedal –
Crimson –
Banquet –
Light –
Millet –
Outflank –

ab 22. Nov. als British Pacific Fleet Robson 
1945

Lentil –
Meridian –
Suffice –
Stacey –
Transport –
Onboard –
Penzance –
Passbook –
Sunfish –
Bishop –
Dukedom –
Mitre –
Irregular –
Balsam –
Bedlam Green –
Collie –
Livery –
Jurist –
Tiderace
Die Operation Crimson war ein seegestützter, alliierter Luftangriff unter britischer Führung am 25. Juli 1944 auf das japanisch besetzte Sabang, während des Pazifikkrieges im Zweiten Weltkrieg.

## Vorgeschichte
Vom 14. Februar bis zum 28. März 1942 nahmen die Japaner während der Invasion Südostasiens Sumatra ein. Sabang mit seinen wichtigen Industrieanlagen und Erdölraffinerien wurde von ihnen am 12. März besetzt.

## Die Schlacht
Für die Operation Crimson versammelte sich die britische Eastern Fleet unter Admiral Somerville im Hafen von Trincomalee, den sie am 22. Juli 1944 mit Kurs auf Sumatra verließ. Zur Flotte gehörten die britischen Flugzeugträger Illustrious und Victorious, die Schlachtschiffe Queen Elizabeth, Valiant, Renown und die französische Richelieu, die Kreuzer Phoebe, Cumberland, Nigeria, Kenya, Ceylon, die neuseeländische Gambia, die niederländische Tromp, sowie die Zerstörer Relentless, Rotherham, Racehorse, Rocket, Raider, Roebuck, Rapid, Quilliam, Quality und die australische Quickmatch. Zwei U-Boote, die Tantivy und die Templar, wurden als Seerettungsboote eingesetzt.
Gegen 8:40 Uhr am 25. Juli meldete eine japanische Einheit auf Sumatra Luftangriffe von neun Bombern auf Fabrikanlagen bei Sabang. Ein japanisches Erkundungsflugzeug sichtete um 9:10 Uhr zwei Schlachtschiffe und fünf Kreuzer etwa 30 km nordwestlich vor Sabang. Die Japaner erwarteten eine alliierte Landung; es konnten jedoch keine Landungsschiffe gesichtet werden.
Insgesamt waren von der Victorious und der Illustrious am frühen Morgen 34 Corsairs gestartet, die den Auftrag hatten, Flugplätze und Industrieanlagen im Umkreis von Sabang zu bombardieren. Die vier Schlachtschiffe und sechs Kreuzer sowie sieben Zerstörer begannen mit Artilleriebeschuss von See aus. Am Nachmittag liefen ein Kreuzer und drei Zerstörer in den Hafen von Sabang und feuerten Geschützsalven und Torpedos auf die dort liegenden Schiffe ab. Japanischen Küstenbatterien gelangen bei der Abwehr dieses Angriffs einige leichte Treffer auf den Schiffen. Ein japanischer Luftangriff, ausgeführt mit zehn Maschinen, konnte durch 13 Corsairs abgewehrt werden. Sieben japanische Flugzeuge wurden abgeschossen, die Alliierten verloren zwei.